# Ziua Hispanității
Ziua Hispanității, ori Ziua Hispanismului, cunoscută și ca Sărbătoarea Națională a Spaniei (în spaniolă Día de la Hispanidad, Fiesta Nacional de España, catalană Dia de la Hispanitat, Festa Nacional d'Espanya) este o sărbătoare națională celebrată în Spania la 12 octombrie, ziua ce comemorează Descoperirea Americii de către Cristofor Columb la 12 octombrie 1492. 